# Ocimum
Ocimum is een geslacht uit de lipbloemenfamilie (Labiatae of Lamiaceae).
Een bekende en veelgebruikte soort uit dit geslacht is basilicum (Ocimum basilicum), een kruid waarvan de bladeren worden gebruikt in de keuken. Basilicum heeft een sterke geur en wordt vooral veel in de Italiaanse keuken en in tomatengerechten gebruikt. Basilicum wordt in gedroogde vorm ook verkocht als voedingssupplement. Basilicum is een veelvoorkomend element in verschillende (religieuze) verhalen. De Indiase variant tulsi wordt gebruikt in de ayurveda (een traditionele geneeskunde in India) en is ook wel bekend onder de naam holy basil.

## Soorten
- Ocimum americanum
- Ocimum basilicum
- Ocimum campechianum
- Ocimum canum
- Ocimum gratissimum
- Ocimum kilimandscharicum
- Ocimum tenuiflorum L. (synoniem: Ocimum sanctum L.)
- Ocimum × africanum (synoniem: Ocimum × citriodorum)

Ocimum
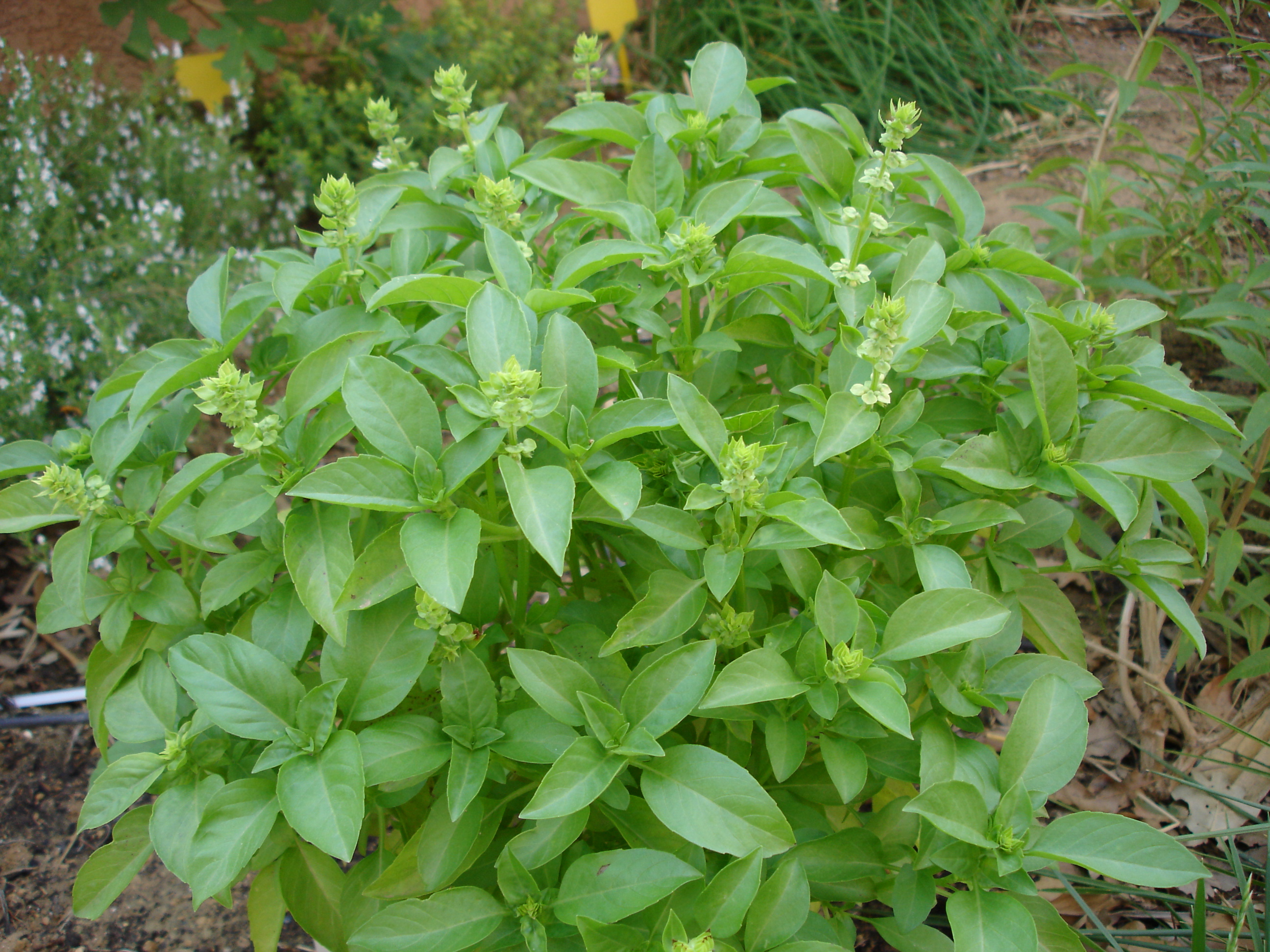
Ocimum basilicum (basilicum)
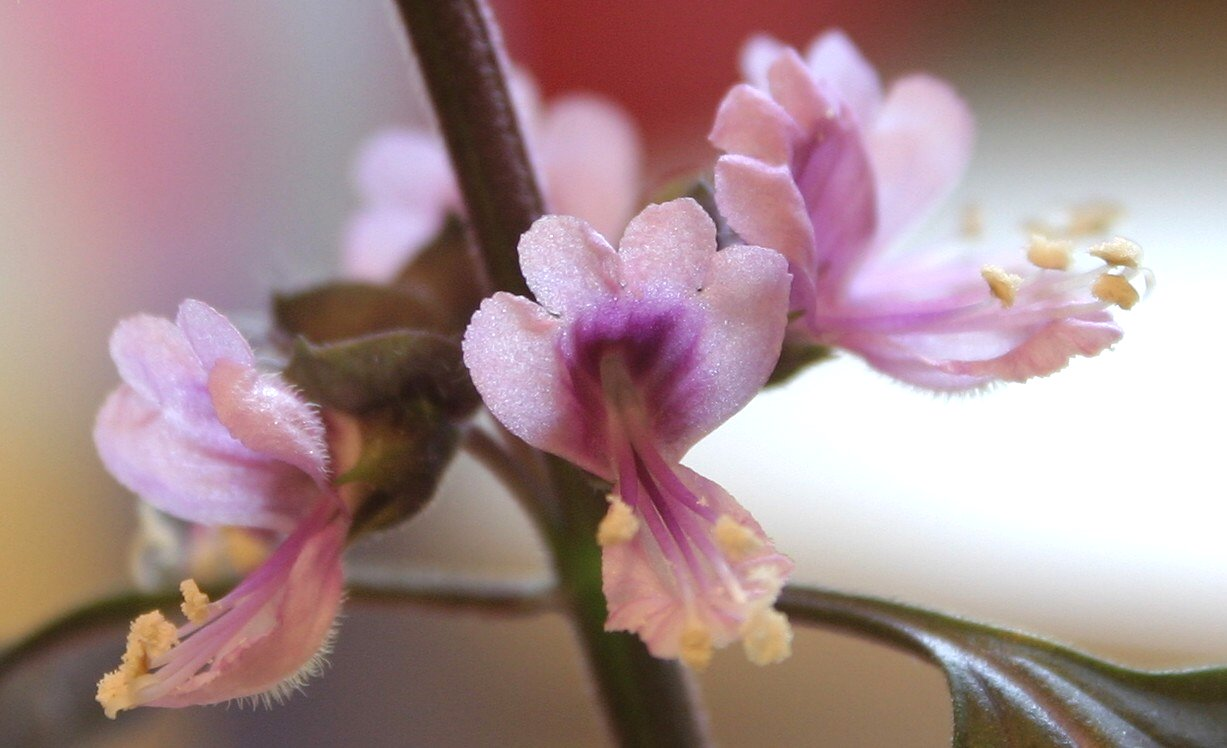
Ocimum basilicum (basilicum
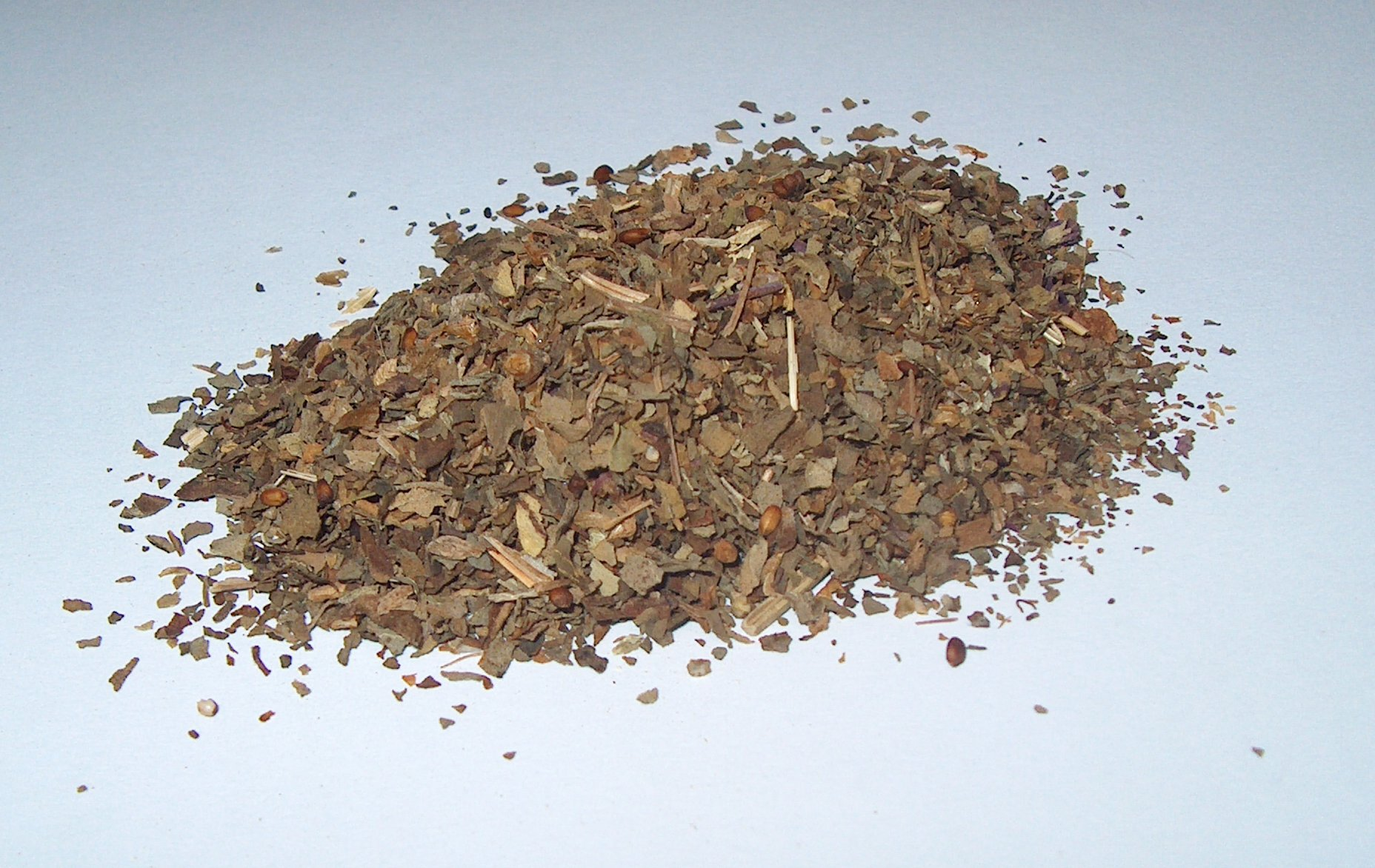
Gedroogde basilicum

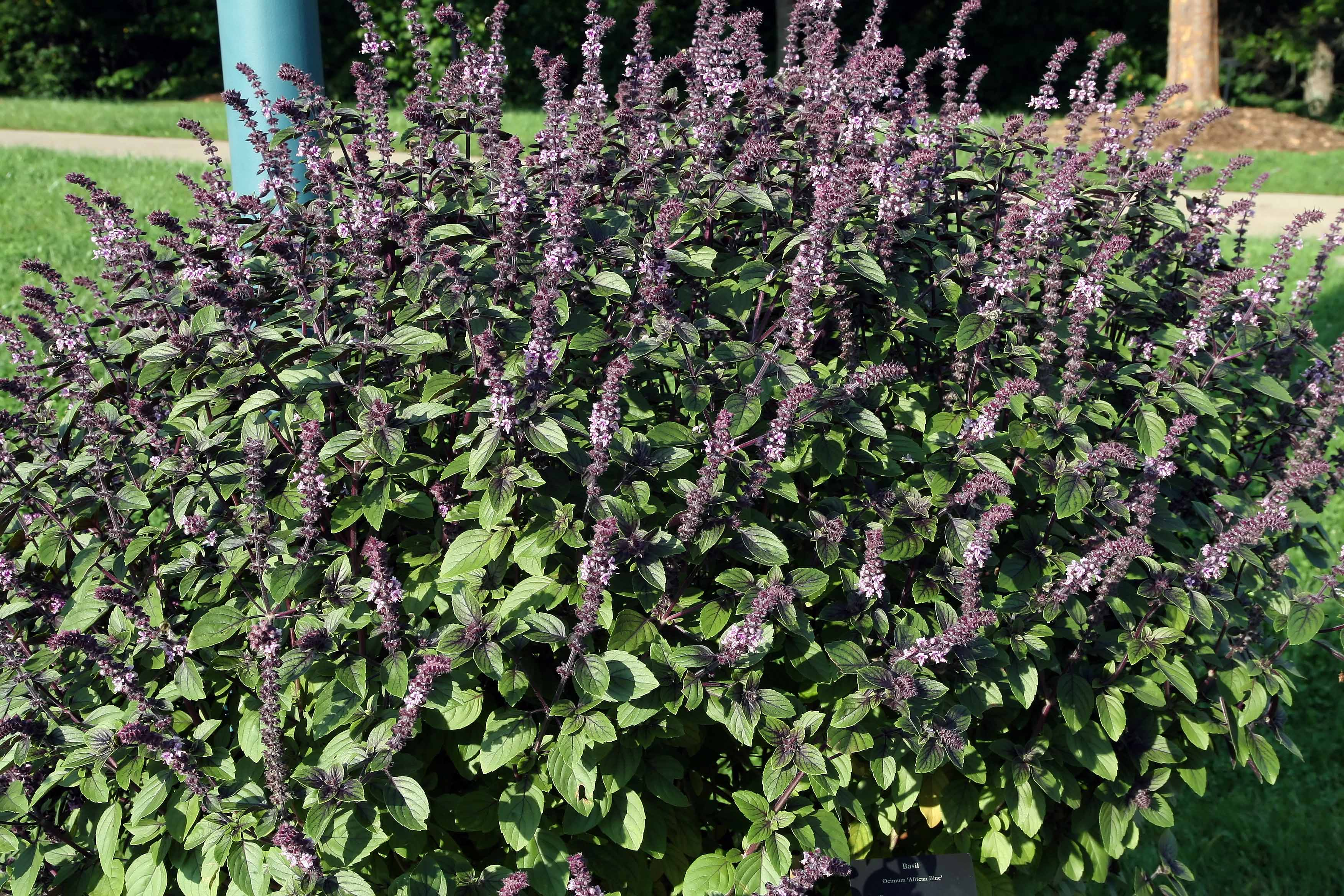
Ocimum × africanum (citroenbasilicum)
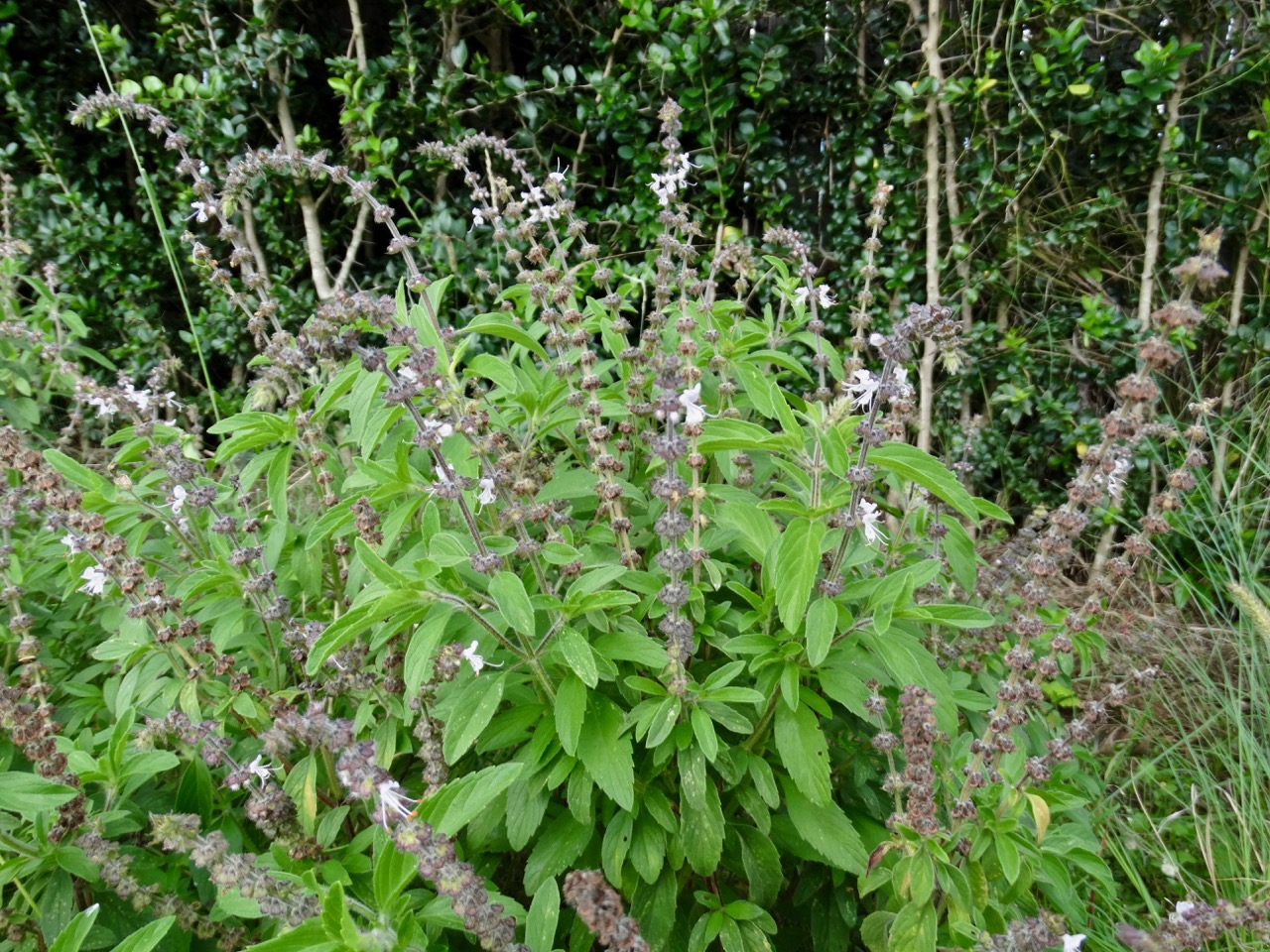
Ocimum kenyense
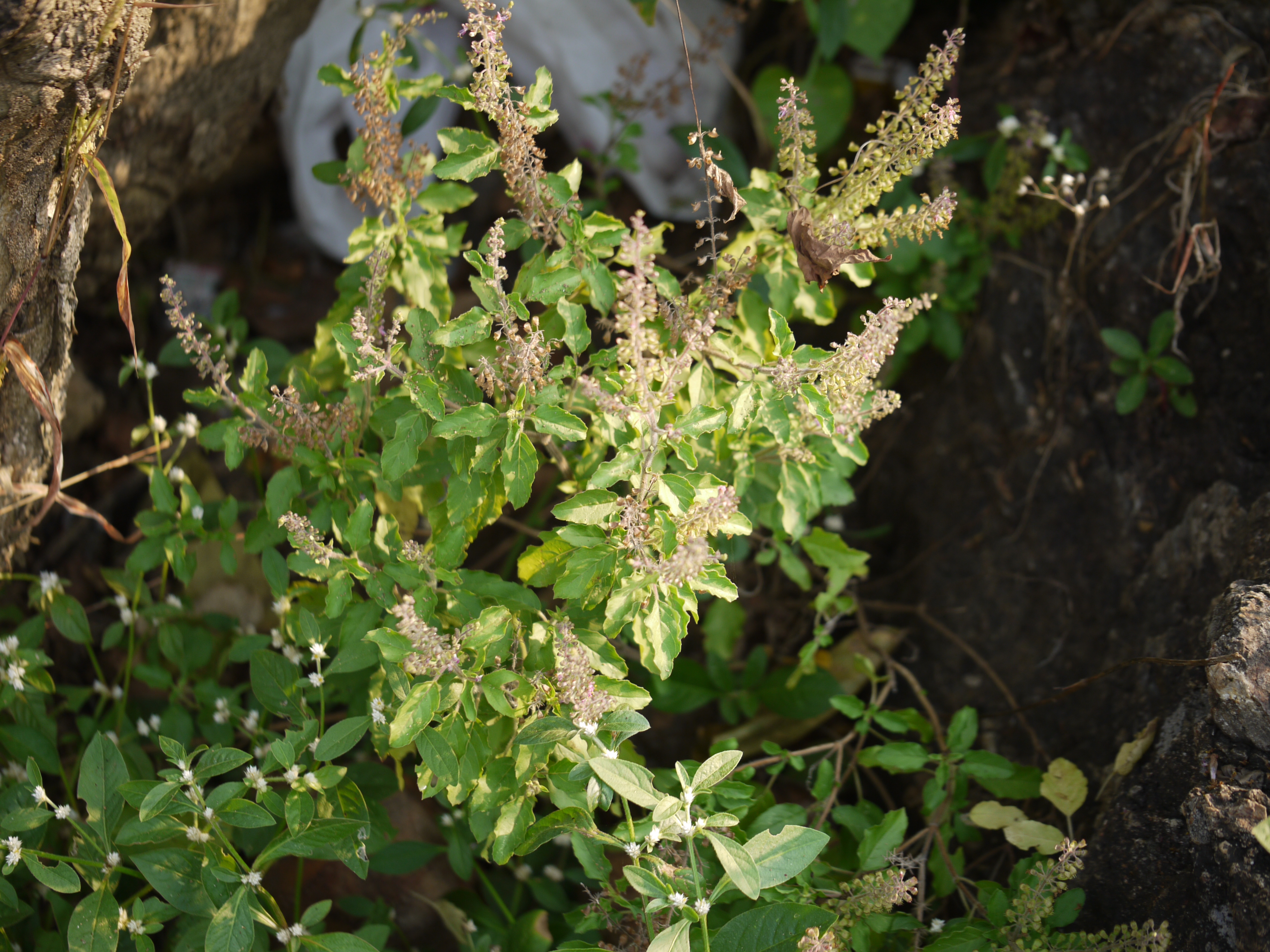
Ocimum tenuiflorum

... · 
Ajuga (Zenegroen) · 
Anisomeles · 
Ballota (Ballote) · 
Basilicum · 
Cleonia · 
Clinopodium (Steentijm) · 
Dasymalla · 
Galeopsis (Hennepnetel) · 
Glechoma · 
Haplostachys · 
Hemiandra · 
Hyssopus · 
Lagochilus · 
Lamiastrum · 
Lamium (Dovenetel) · 
Lavandula (Lavendel) · 
Leonurus · 
Lycopus · 
Marrubium · 
Melissa (Melisse) · 
Mentha (Munt) · 
Nepeta (Kattenkruid) · 
Ocimum (Basilicum) · 
Origanum (Marjolein) · 
Perovskia · 
Phlomis · 
Prunella (Brunel) · 
Renschia · 
Rosmarinus · 
Salvia (Salie) · 
Satureja (Bonenkruid) · 
Scutellaria (Glidkruid) · 
Stachys (Andoorn) · 
Teucrium (Gamander) · 
Thymus (Tijm) · 
Vitex · 
Westringia · 
...